# 珍妮特·本肖夫

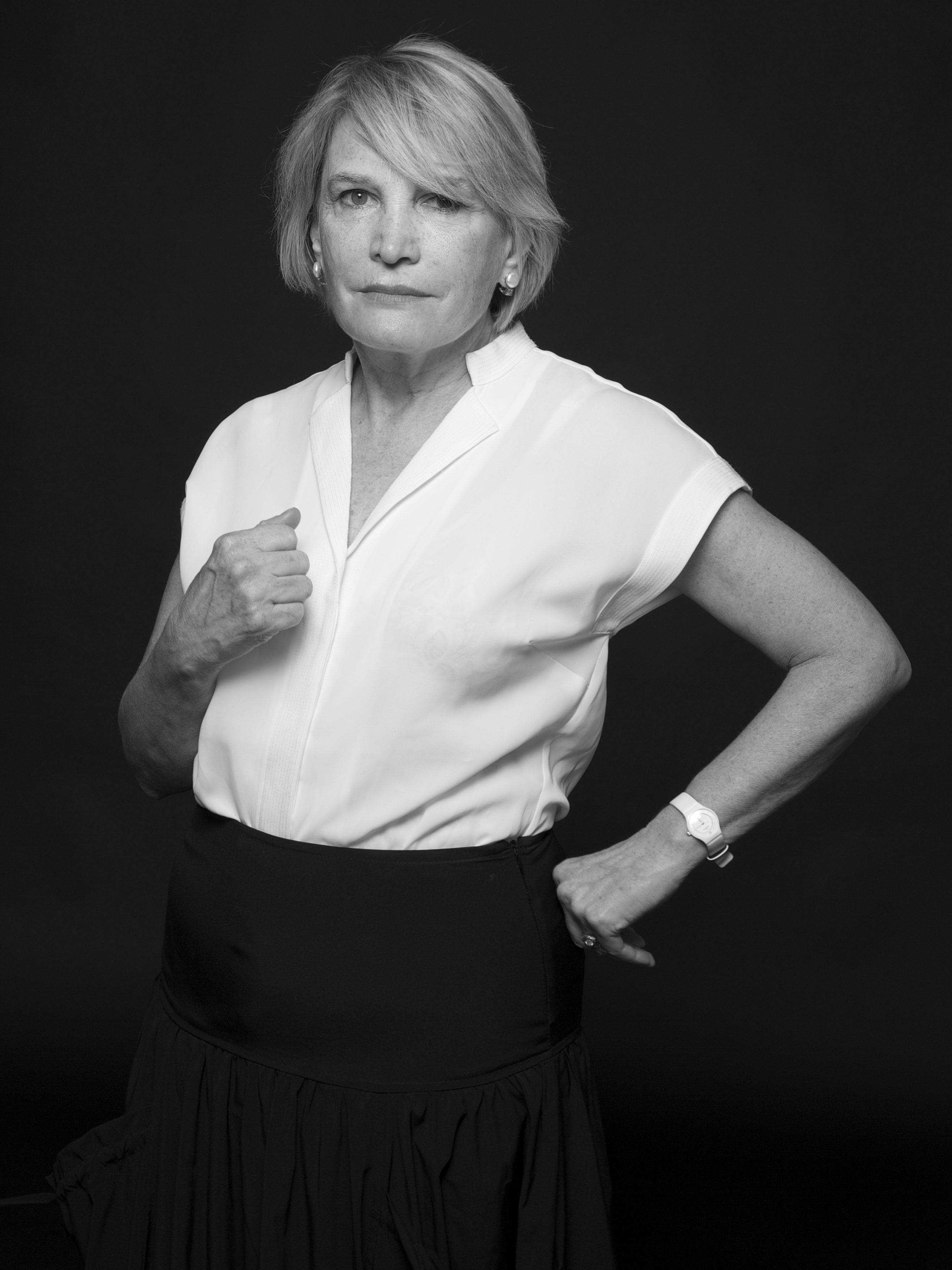
珍妮特·本肖夫

珍妮特·本肖夫（英語：Janet Benshoof，1947年5月10日—2017年12月18日），是一位美国人权护卫者和律师。她出生于明尼苏达州底特律湖区。
她是全球司法中心的主席和创始人。她成立了生育权中心，这是世界上第一个以生殖选择和平等为重点的国际人权组织。2017年12月18日，纽约曼哈顿，70岁的本肖夫死于子宫癌。